# Gemmatimonas
Genre
Gemmatimonas est un genre de bacilles Gram négatifs de la famille des Gemmatimonadaceae. C'est le genre type de cette famille, mais aussi de l'ordre des Gemmatimonadales, de la classe des Gemmatimonadia et du phylum des Gemmatimonadota.

## Taxonomie
Ce genre est proposé en 2003 par H. Zhang et al. pour recevoir l'espèce Gemmatimonas aurantiaca, isolée d'un bioréacteur traitant des eaux usées. Il est validé la même année par une publication dans l'IJSEM.

## Liste d'espèces
Selon la LPSN (4 mai 2025) ce genre ne contient que deux espèces publiées de manière valide :
- Gemmatimonas aurantiaca Zhang et al. 2003 – espèce type
- Gemmatimonas phototrophica Zeng et al. 2015